# Ferrovia Schio-Rocchette
La ferrovia Schio-Rocchette era una ferrovia a scartamento ridotto dell'Alto vicentino che collegava Schio e la Provincia di Vicenza con Rocchette, ai piedi dell'Altopiano dei sette comuni. È stata dismessa nel 1949 e in seguito demolita.

## Storia
Verso la fine del XIX secolo, lo sviluppo dell'industria tessile nell'area alto-vicentina fece emergere sempre più forte l'esigenza di collegamenti viari e ferroviari.
La prima tratta di circa 5 km, da Schio a Santorso, venne aperta il 15 giugno 1884 e a settembre fino a Rocchette. Con l'apertura l'anno dopo del rimanente tratto fino ad Arsiero, della tratta Rocchette-Arsiero e della Schio-Torrebelvicino si realizzava, a Schio, l'interscambio tra le varie località alto-vicentine sedi delle importanti industrie tessili e laniere e tramite la linea per Vicenza con l'importantissima relazione Venezia-Milano.
Venne costruita dalla società sub-concessionaria Ferrovie Economiche di Schio il cui capitale sociale era costituito in parte da fondi locali e in parte da fondi della Società Veneta. A questa subentrò, nel 1906, la società F.N.V. (Ferrovie Nord Vicenza); il fallimento di quest'ultima avvenuto il 31 dicembre 1925 portò ad una sospensione temporanea fino all'11 settembre 1926 ed al subentro dal 12 settembre da parte della stessa Società Veneta nella gestione diretta del servizio ferroviario, con cerimonia in pompa magna per mezzo di un convoglio imbandierato, come fosse una nuova inaugurazione della tratta. L'acquisizione della concessione venne successivamente ufficializzata con Regio Decreto N°2158 del 14 novembre 1929.
Nel 1932 la società gestitrice valuta la possibilità di elettrificare l'itinerario Schio-Rocchette-Asiago in corrente continua a 3.000 Volt, che consentirebbe di aumentare i passeggeri trasportati, grazie anche all'acquisto del nuovo materiale rotabile: si sarebbe trattato di elettromotrici a carrelli con ruota dentata su tutti e quattro gli assi, in grado di ridurre il tempo di percorrenza di tre quarti d'ora rispetto alla trazione a vapore. Ma lo scoppio della seconda guerra mondiale e le difficoltà legate alla ricostruzione post-bellica del Paese faranno accantonare per sempre il progetto.
Nel 1933 la società attuò comunque il risanamento della linea e le vecchie rotaie da 17 kg/m vennero sostituite con quelle da 21 kg/m. L'attività della ferrovia cessò il 20 giugno 1949 quando fu soppressa e sostituita da autoservizio.

### La chiusura definitiva
La linea dopo la sospensione del servizio ferroviario, sostituito da autocorse, fu in seguito definitivamente soppressa con la Legge del 26 febbraio 1977 n.60 pubblicata sulla Gazzetta Ufficiale n.71 del 15 marzo 1977 relativa alla Soppressione delle Ferrovie Schio-Rocchette-Asiago e Thiene-Rocchette-Arsiero composta di un solo articolo:
Le ferrovie Schio-Rocchette-Asiago e Thiene-Rocchette-Arsiero [...] sono soppresse [...]

## Caratteristiche
Il tracciato venne armato con rotaie Vignoles poste su traversine in legno con scartamento di 950 mm. L'esercizio fu con trazione a vapore fino all'anno di chiusura.

## Percorso
|  | Unknown route-map component "exCONTg" |

|  | Unknown route-map component "KBHFxa" |

| Unknown route-map component "CONTgq" | Unknown route-map component "xABZgr" |

|  | Unknown route-map component "exHST" |

|  | Unknown route-map component "exhKRZWae" |

|  | Unknown route-map component "exHST" |

|  | Unknown route-map component "exBHF" |

|  | Unknown route-map component "exBHF" |

| Unknown route-map component "exCONTgq" | Unknown route-map component "exABZg+r" |

|  | Unknown route-map component "exBHF" |

| Unknown route-map component "exCONTgq" | Unknown route-map component "exABZgr" |

|  | Unknown route-map component "exCONTf" |

La breve ferrovia aveva origine dalla Stazione di Schio e scendeva parallela alla linea per Thiene tenendosi sulla sinistra; all'incrocio con via Fogazzaro, a sinistra si diramava un raccordo con la fabbrica De Pretto e a destra la linea per Marano Vicentino e Thiene. La linea per Rocchette costeggiava la De Pretto dirigendosi con ampia curva a sinistra verso Santa Trinità; quivi girava a destra e affiancandosi a destra alla strada per Rocchette scavalcava il torrente Timonchio con un ponte in ferro di 26 m, costeggiava la fabbrica di cioccolato di Santorso, fermava alla stazione di Piovene e si affiancava alla linea a scartamento normale proveniente da Chiuppano-Caltrano, giungendo alla stazione di Rocchette.
Oggi il percorso non è più rintracciabile in quanto inglobato nella viabilità urbana ed extraurbana.
Il fabbricato di Piovene è ancora esistente e si trova attualmente ubicato in via Trento che ricalca il vecchio percorso ferroviario.

## Materiale rotabile
Per l'esercizio con trazione a vapore della linea vennero impiegate delle locomotive di varia origine e costruzione.
- Locomotiva a vapore con rodiggio 0-2-0 di fabbricazione Cerimedo & C.
- Locomotiva a vapore con rodiggio 0-2-0 di fabbricazione Henschel & Sohn
- Locomotiva a vapore con rodiggio 0-3-0 di fabbricazione Krauss